# Aristolochia echinata
Aristolochia echinata là một loài thực vật có hoa trong họ Aristolochiaceae. Loài này được Barb.Rodr. mô tả khoa học đầu tiên năm 1896.